# Julus atticus
Julus atticus är en mångfotingart som beskrevs av Karsch 1888. Julus atticus ingår i släktet Julus och familjen kejsardubbelfotingar. Inga underarter finns listade i Catalogue of Life.